# Creation Engine
Creation Engine — игровой движок, разработанный американской компанией Bethesda Game Studios для использования в собственных проектах. Первая компьютерная игра, построенная с использованием этого движка — The Elder Scrolls V: Skyrim 2011 года.

## Технические характеристики
Игровой движок Creation Engine был разработан первостепенно для использования в The Elder Scrolls V: Skyrim — пятой (2011) части в серии ролевых игр The Elder Scrolls.
Предыдущие игры серии, в частности, The Elder Scrolls IV: Oblivion 2006 года и несколько аддонов для неё, равно как и другие игры фирмы (например, Fallout 3 2008 года) работали при помощи лицензированного стороннего движка Gamebryo. Morrowind этой же компании (2002) работает на предшественнике Gamebryo — NetImmerse.
Creation Engine, созданный силами Bethesda Game Studios, основан на коде движка Gamebryo, разработанного Emergent Game Technologies и Numerical Design Limited, что можно объяснить желанием компании использовать привычные, опробованные средства.
Так как Skyrim является ролевой игрой, предполагающей большую игровую локацию, открытую для свободного передвижения, при разработке движка авторы уделяли большое внимание возможности отображать территории с большой дистанцией прорисовки. Графический движок создавался так, чтобы объекты освещались более правдоподобно, чем раньше, а рендеринг воды был более качественным. Учитывая то, что провинция Скайрим, в которой происходит действие одноимённой игры имеет северное расположение, авторы уделили внимание реалистичной проработке снега. Система автоматически, в зависимости от местности, генерирует нужное количество снега для деревьев, камней и кустов.
Вместо SpeedTree — сторонней технологии, которая использовалась в предыдущей игре серии для визуализации деревьев, авторы движка создали собственное программное решение.
За искусственный интеллект персонажей, которые встречаются в игре, отвечает собственная система — Radiant AI, которая также использовалась в The Elder Scrolls IV: Oblivion. Для новой части авторы существенно усовершенствовали искусственный интеллект, намереваясь создать иллюзию жизни горожан Скайрима: они завтракают, идут на работу, заходят в паб и т. п. Система управления сюжетом, названная Radiant Story, позволяет разработчикам смешивать созданные вручную задания с заданиями, которые могут быть сгенерировавны случайно из различных условий, кроме того задания могут появляться в разном порядке и отличаться в зависимости от стиля прохождения игры.
Для анимации персонажей интегрирована сторонняя технология Havok Behavior.
7 февраля того же года разработчики также выпустили редактор уровней Creation Kit, который позволяет пользователям создавать свои модификации для The Elder Scrolls V: Skyrim. Редактор доступен в версии только для PC.
3 июня 2015 года разработчик Bethesda Game Studios анонсировал новую часть серии ролевых игр Fallout — Fallout 4, также использующую игровой движок Creation Engine, но обновлённый вариант, в котором применяется т. н. физически основанный рендеринг (англ. physical-based rendering) и динамическое объёмное освещение (англ. dynamic volumetric lighting). Кроме того, была анонсирована поддержка модификаций (и выпуск инструментария для них), которые, будучи созданными на ПК, смогут работать и в версии игры для консоли Xbox One. Согласно разработчику Тодду Говарду, Bethesda Game Studios рассматривает возможность, путём переговоров с Sony, выпуска инструментария также для PlayStation 4.
Creation Kit 2.0 — набор инструментов для моддинга — для Fallout 4 стал доступен 27 апреля 2016 года.
По словам Тодда Говарда, в интервью немецкому игровому журналу Gamestar, грядущие Starfield и The Elder Scrolls VI также будут использовать игровой движок Creation Engine, но в куда более усовершенствованном виде.

## Игры, использующие Creation Engine
| Название                                      | Год  | Платформа(-ы)                                     | Примечание                                                       |
| --------------------------------------------- | ---- | ------------------------------------------------- | ---------------------------------------------------------------- |
| The Elder Scrolls V: Skyrim                   | 2011 | Windows, Xbox 360, PlayStation 3, Nintendo Switch | Первая игра на движке Creation Engine                            |
| Fallout 4                                     | 2015 | Windows, Xbox One, PlayStation 4                  | Обновлённый вариант движка Creation Engine                       |
| The Elder Scrolls V: Skyrim — Special Edition | 2016 | Windows, Xbox One, PlayStation 4                  | Обновлённый вариант движка Creation Engine                       |
| Enderal                                       | 2016 | Windows                                           | Глобальная модификация The Elder Scrolls V: Skyrim               |
| Fallout 4 VR                                  | 2017 | HTC Vive                                          | Fallout 4 для устройств виртуальной реальности                   |
| The Elder Scrolls V: Skyrim VR                | 2018 | PlayStation VR, HTC Vive                          | The Elder Scrolls V: Skyrim для устройств виртуальной реальности |
| Fallout 76                                    | 2018 | Windows, Xbox One, PlayStation 4                  | Усовершенствованный вариант движка Creation Engine               |
| Starfield                                     | 2023 | Windows, Xbox Series X/S                          | Первая игра на движке Creation Engine 2                          |
| The Elder Scrolls VI                          | TBA  | TBA                                               | TBA                                                              |